# 鏡面反射

鏡面反射的共面條件，其中。

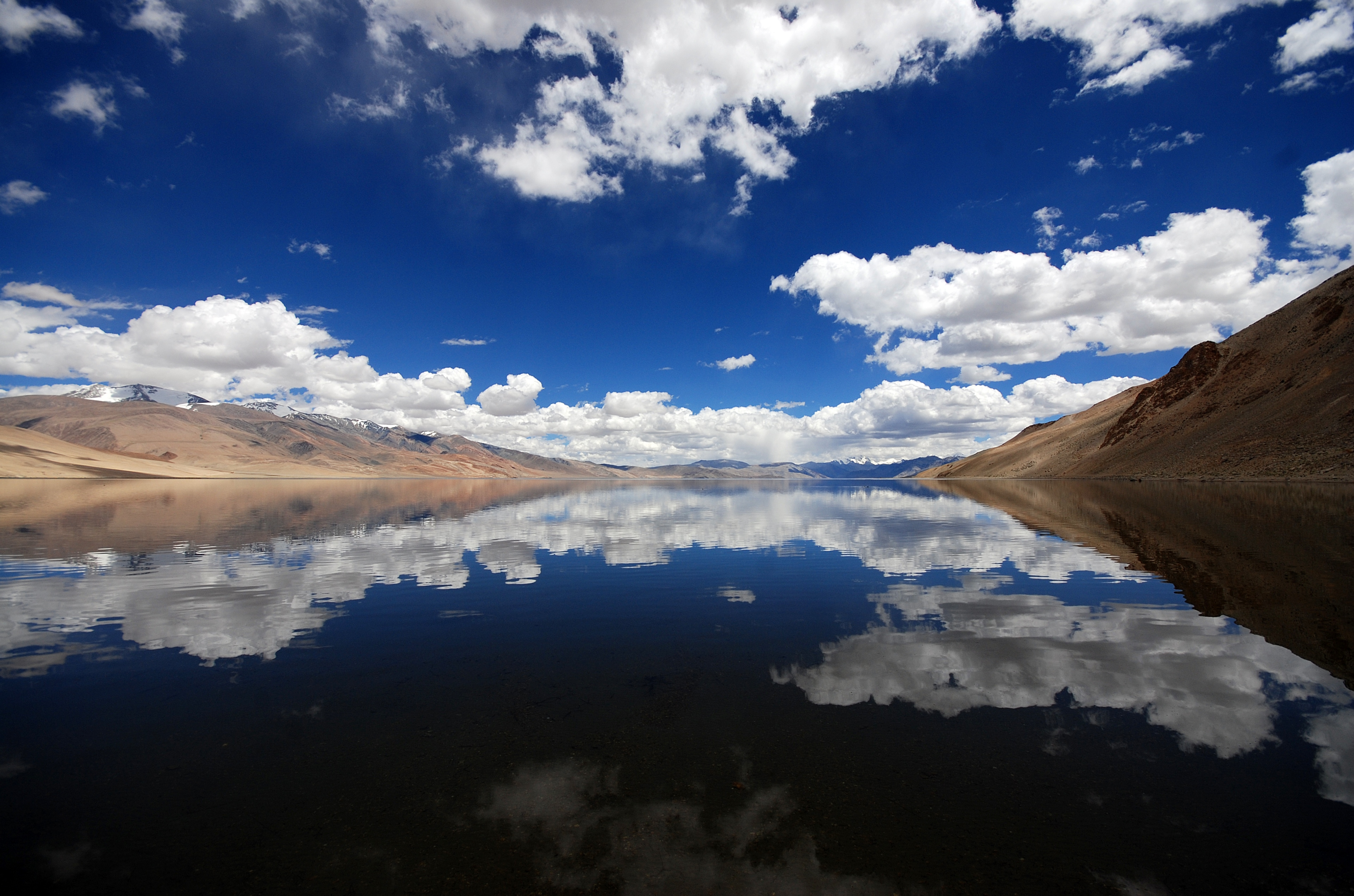
靜止水面上的反射是鏡面反射的一個例子。

鏡面反射或規則反射，是波來自表面的反射，例如來自鏡子表面的光。
反射定律指出，反射光的射線從反射面以與入射線對法線相同的角度從入射面上射出，但在由入射光線和反射光線形成平面內的法線另一側。這種行為最初由亞歷山大港的希羅（ADc.10–70）描述。
鏡面反射可與漫反射形成對比，後者的光線在一系列方向上從表面散射出去。

## 反射定律

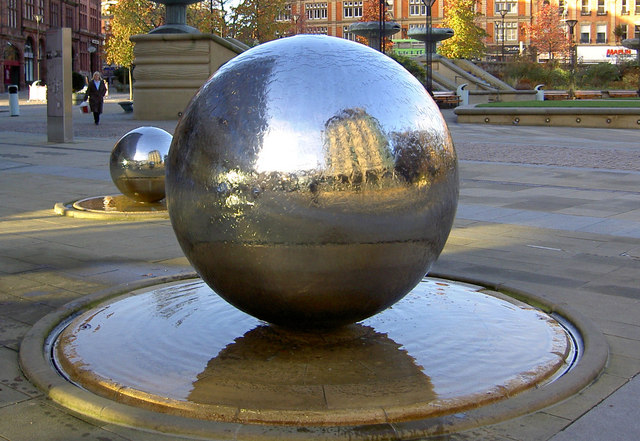
來自潮濕金屬球體的鏡面反射。

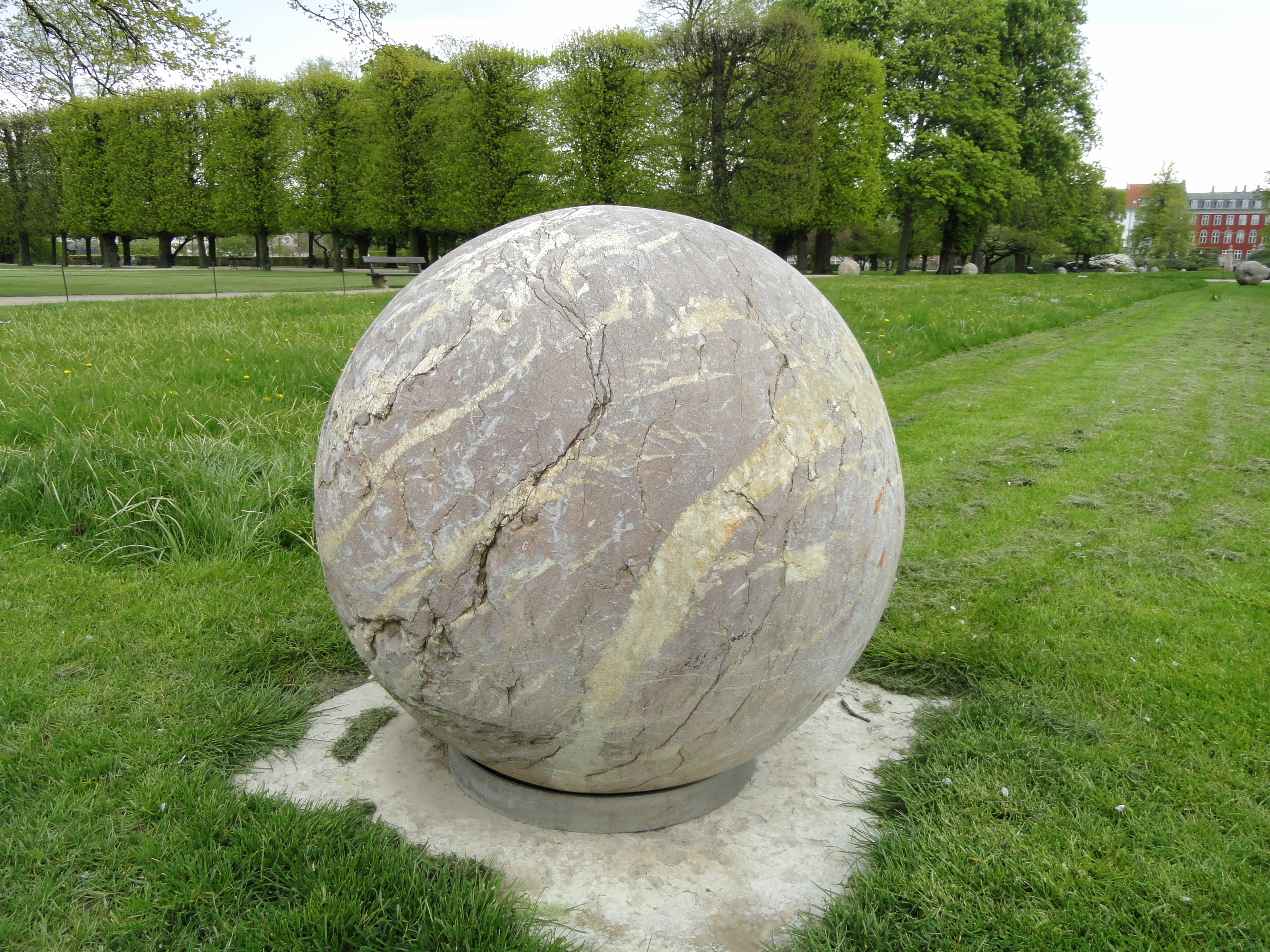
大理石球的漫反射。

當光遇到物資的邊界時，它會受到材料對電磁波的光學和電子回應函數的影響。由反射和折射組成的光學過程用邊界兩側的折射率差表示，而反射與吸收是由於材料的電子結構引起響應的實部和虛部。這些過程在傳輸中的參與程度是光的頻率或波長、偏振度和入射角的函數。一般而言，反射隨入射角的增加和邊界上吸收率的增加而減少。菲涅耳方程式描述了光學邊界處的物理。
反射可以是鏡面反射或類似鏡子的反射和漫反射。鏡面反射以相同的角度反射從給定方向到達的所有光，而漫反射則以廣泛的方向反射光。這種區別可以用塗有光澤油漆和啞光油漆的表面來說明。啞光塗料基本上表現出完全的漫反射，而光澤塗料顯示出更多的鏡面反射。由非吸收性粉末（如石膏）製成的表面可以是近乎完美的漫射器，而拋光的金屬物體可以非常有效地鏡面反射光線。鏡子的反射材料通常是鋁或銀。
光以電磁場的波前形式在空間傳播。射線的特徵是垂直於波前的方向（「波法線」）。當射線遇到表面時，波法線相對於表面法線的角度稱為入射角，由這兩個方向定義的平面稱為入射平面。入射光線的反射也發生在入射面上。
反射定律指出，光線的反射角等於入射角，入射方向、表面法線和反射方向為共面。
當光線垂直於表面照射時，它會直接反射回光源的方向。
反射現象源於平面波在平坦邊界上的繞射。當邊界尺寸遠大於波長時，邊界處的電磁場僅在鏡面方向上以同相位振盪。

### 向量公式
反射定律也可以用線性代數等效地表示。反射線的方向由入射向量和表面法線向量確定。給定從光源到表面的入射方向{\displaystyle \mathbf {\hat {d}} _{\mathrm {i} }}，以及表面法線方向{\displaystyle \mathbf {\hat {d}} _{\mathrm {n} }}，鏡面反射方向{\displaystyle \mathbf {\hat {d}} _{\mathrm {s} }}（三個向量都是單位向量）可表為：
{\displaystyle \mathbf {\hat {d}} _{\mathrm {s} }=2\left(\mathbf {\hat {d}} _{\mathrm {n} }\cdot \mathbf {\hat {d}} _{\mathrm {i} }\right)\mathbf {\hat {d}} _{\mathrm {n} }-\mathbf {\hat {d}} _{\mathrm {i} },}
此處{\displaystyle \mathbf {\hat {d}} _{\mathrm {n} }\cdot \mathbf {\hat {d}} _{\mathrm {i} }}是用向量內積得出的純量。不同的作者可能會以不同的符號定義入射和反射方向。假設這些歐基里德向量用列向量表示，則等式可以等效地表示為矩陣向量乘法：
{\displaystyle \mathbf {\hat {d}} _{\mathrm {s} }=\mathbf {R} \;\mathbf {\hat {d}} _{\mathrm {i} },}
此處{\displaystyle \mathbf {R} }是所謂的豪斯霍爾德變換矩陣，定義如下：
{\displaystyle \mathbf {R} =\mathbf {I} -2\mathbf {\hat {d}} _{\mathrm {n} }\mathbf {\hat {d}} _{\mathrm {n} }^{\mathrm {T} };}
以單位矩陣{\displaystyle \mathbf {I} }和{\displaystyle \mathbf {\hat {d}} _{\mathrm {n} }}外積的兩倍來表示.

## 反射率
反射率是反射波的功率與入射波的功率之比。它是輻射波長的函數，與材料的折射率有關，可用菲涅耳方程式表示。在電磁波譜中，材料吸收顯著的波段，它通過複折射率的虛分量與電子吸收光譜相關。不透明材料的電子吸收光譜很難或不可能直接測量，因此可以通過克拉莫-克若尼關係式變換間接確定。反射光的偏振取決於入射探測光相對於材料中吸收躍遷偶極矩的排列對稱性。
鏡面反射的測量，是使用正常或可變入射反射分光光度計（「反射計」）使用掃描可變波長光源進行的。較低量級的量測可使用光澤計，以光澤單位量化表面的光澤外觀。

## 後果

### 內部反射
當光線在材料中傳播並與折射率較低材質的介面接觸時，會反射一些光線。如果入射角大於臨界角，則發生全內反射：所有光線都被反射。臨界角可以由下式給出：
{\displaystyle \theta _{\text{crit}}=\arcsin \!\left({\frac {n_{2}}{n_{1}}}\right)\!.}

### 極化
當光線照射到兩種材料之間的介面時，反射光通常是部分偏振。但是，如果光線以布魯斯特角照射介面，反射光將「完全」平行於介面的線性偏振。布魯斯特角由下式給出：
{\displaystyle \theta _{\mathrm {B} }=\arctan \!\left({\frac {n_{2}}{n_{1}}}\right)\!.}

### 反射的影像
平面鏡中的影像具有以下特徵：
- 它在鏡子後面的距離與物體在前面的距離相同。
- 它與物件的大小相同。
- 這是正立的影像（直立）。
- 它是相反的。
- 它是「虛像」，這意味著影像似乎在鏡子後面，不能投影到螢幕上。

平面鏡的影像反轉視情况而定。在許多情况下，鏡子中的影像似乎從左到右反轉。如果一面平面鏡子安裝在天花板上，則一個人站在它下面抬頭看它，它可能會看起來是「上下」反轉。類似的，對於前方車輛的駕駛員而言，後方「左」轉彎的車輛，在後視鏡中仍顯示為「左」轉。方向的反轉與否，取決於方向的定義。更具體地說，鏡子會改變座標系中的手性，座標系的一個軸看起來被反轉，並且圖像的手性可能會發生變化。例如，右腳鞋的圖像將看起來像左腳鞋。

## 例子

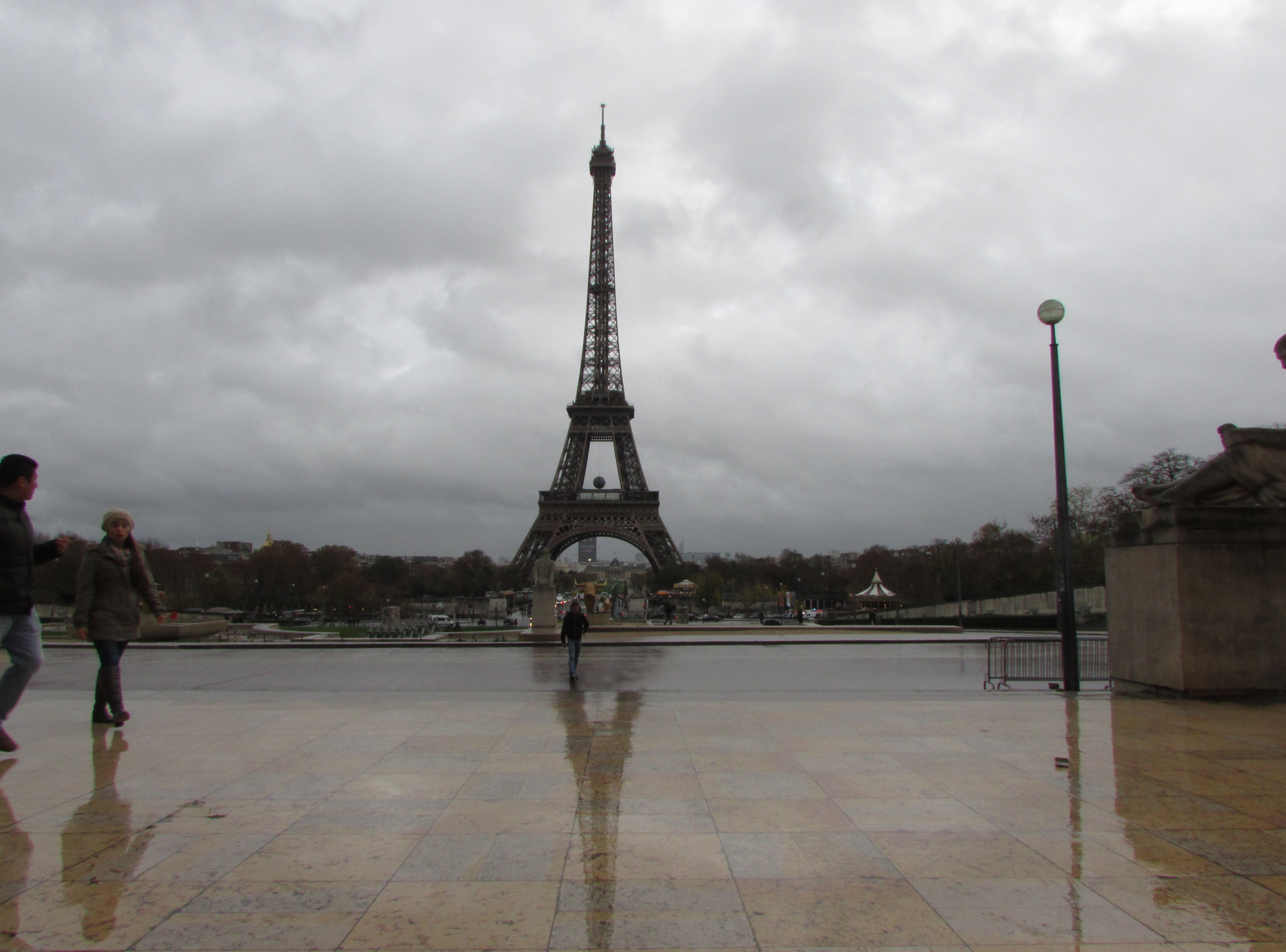
雨後的巴黎特羅卡德羅的濱海藝術中心。水層呈現出鏡面反射，反射出埃菲爾鐵塔和其它物體的圖像。

鏡面反射的一個典型例子是鏡子，它是專門為鏡面反射而設計的。
除了可見光之外，還可以在無線電波的電離層反射和飛行物體對無線電或微波雷達信號的反射中觀察到鏡面反射。X射線反射率量測技術利用鏡面反射率，利用現代實驗室光源或同步加速器 X射線，研究次納米分辯率的薄膜和介面。
非電磁波也可以表現出鏡面反射，如反射聲音的聲鏡和反射中性原子的原子反射鏡。對於原子從固態鏡的有效反射，使用極冷原子和/或掠射，以提供顯著的量子反射；脊柱鏡用於增强原子的鏡面反射。中子反射法與x射線反射率類似，使用鏡面反射來研究材料表面和薄膜介面。

## 註解
1. ↑  Tan, R.T., , Springer, Boston, MA, 2013, ISBN 978-0-387-31439-6, doi:10.1007/978-0-387-31439-6
2. ↑  Sir Thomas Little Heath. . 1981. ISBN 978-0-486-24074-9.
3. ↑  Fox, Mark.  2nd. Oxford: Oxford University Press. 2010: 1  [2022-12-27]. ISBN 978-0-19-957336-3. （原始内容存档于2022-12-10）.
4. ↑  Farin, Gerald; Hansford, Dianne. . A K Peters. 2005: 191–192. ISBN 978-1-56881-234-2. （原始内容存档于2010-03-07）. Practical linear algebra: a geometry toolbox載於Google圖書
5. ↑  Comninos, Peter. . Springer. 2006: 361. ISBN 978-1-85233-902-9. （原始内容存档于2018-01-14）.
6. ↑  Hecht 1987，第100頁.